# Stargazer (avión)
El Stargazer es un Lockheed L-1011 TriStar empleado por la Orbital Sciences Corporation que se utiliza como plataforma de lanzamiento de los misiles Pegasus. Hasta febrero de 2009, 34 misiles han sido lanzados desde este avión, empleando las versiones Pegasus-H y Pegasus-XL.
El primer Pegasus en ser lanzado desde el Stargazer fue el 27 de junio de 1994, que también fue el vuelo inaugural del Pegasus-XL. Los anteriores lanzamientos de los misiles  se realizaron desde el Boeing NB-52B Stratofortress "Balls 8",  de la NASA
Los lanzamientos del Stargazer se realizan normalmente desde la Base Aérea de Vandenberg, sin embargo también se realizan lanzamientos desde Cabo Cañaveral y Wallops, y desde otros sitios fuera de los Estados Unidos; el Atolón de Kwajalein en las Islas Marshall y el Aeropuerto de Gran Canaria en España.